# Wilhelm Pinsker
Wilhelm Pinsker (* 22. Oktober 1945 in Wien) ist ein österreichischer Populationsgenetiker, Biologe und Zoologe.

## Leben
Im November 1973 wurde Pinsker an der Universität Wien im Hauptfach Zoologie zum Dr. phil. promoviert. Im November 1984 habilitierte er im Fach Genetik an der Universität Tübingen und im Februar 1988 an der Medizinischen Fakultät der Universität Wien. Von Januar 1997 bis zu seinem Ruhestand im Dezember 2003 lehrte er als außerordentlicher Universitätsprofessor an der Medizinischen Fakultät der Universität Wien. Von 1971 bis 1974 arbeitete Pinsker im Institut für Allgemeine Biologie der Universität Wien. Von 1974 bis 1986 war er Mitarbeiter im Lehrbereich Populationsgenetik im Institut für Biologie II der Universität Tübingen. Von 1987 bis 2003 war er im Institut für Medizinische Biologie der Universität Wien tätig. Seit 2003 ist er freier Mitarbeiter der Molekularen Systematik am Naturhistorischen Museum Wien.
Ferner hatte Pinsker Lehrstühle an den Universitäten Wien (Einführung in die Genetik, Biologie für Mediziner, Genetik für Mediziner, Molekularbiologie der Zelle, Populations- und Evolutionsgenetik, Entwicklungsgenetik, Cytogenetik, Molekulare Evolution), Tübingen (Biologie für Mediziner, Populationsgenetik) und Salzburg (Populationsgenetik) inne.
Pinskers Forschungsfeld umfasst die Molekularbiologie von Tieren und Pflanzen, darunter Murmeltiere, Greifvögel, Mauereidechsen, Echte Elstern, die Gemeine Fichte und Taufliegen.
Pinsker ist Mitglied der Deutschen Zoologischen Gesellschaft.

## Dedikationsnamen
1998 benannten die beiden Biologinnen Anita Gamauf und Monika Preleuthner vom Naturhistorischen Museum Wien den Mindanaohaubenadler (Nisaetus pinskeri) zu Ehren von Wilhelm Pinsker.